# Shershen-Klasse
Projekt 206 mit dem Decknamen Schtorm (russisch „Шторм“) (deutsch: „Sturm“), von der NATO später als Shershen-Klasse bezeichnet, war eine Klasse von Torpedobooten, die während des Kalten Krieges in der Sowjetunion konstruiert und deren Boote, neben dem Einsatz in der sowjetischen Marine, in mehrere Staaten exportiert wurden.

## Entwicklung
1955 stellte die sowjetische Marine fest, dass ein neuer Typ von Torpedoboot benötigt wurde. Die Boote sollten eine größere Reichweite und deutlich stärkere Bewaffnung erhalten als die kleinen hölzernen Boote des Projekts 183, die bis dahin verwendet wurden. So wurde das Planungsbüro 5 (später als „Almas“ bekannt) mit einer entsprechenden Entwicklungsarbeit beauftragt, die zwischen 1957 und 1959 durchgeführt wurde. Der geplante Stahlrumpf ähnelte dabei dem der Raketenboote des Projekts 205, die Maschinenanlage war bei beiden Klassen identisch.
Neben vier Torpedos wurden zwei Türme mit Maschinenkanonen installiert, deren Waffenfeuer erstmals bei einem so kleinen Boot der sowjetischen Marine auch per Radar gelenkt werden konnte. Die Reichweite betrug 800 Seemeilen bei 30 Knoten, und die autonome Einsatzdauer lag bei rund fünf Tagen.
Bei der Formgebung der Aufbauten achtete man darauf, dass nach einer Kontamination der Oberflächen durch Kampfstoffe oder nukleare Partikel eine Dekontamination schneller durchgeführt werden konnte. Dazu wurden die Kanten abgerundet, so dass Waschwasser oder spezielle Reinigungsflüssigkeiten leicht ablaufen konnten.

## Technik

### Antrieb
Drei Dieselmotoren vom Typ M-503 mit je 4.000 PS Leistung bei 2.200 Umdrehungen pro Minute wurden im Rumpf verbaut. Jeder dieser 5,4 Tonnen schweren Reihensternmotoren trieb eine Welle an. Die Propeller auf diesen Wellen konnten die Boote auf bis zu 45 kn Fahrt beschleunigen.
Die Reichweite betrug 800 Seemeilen bei 30 Knoten Fahrt beziehungsweise 460 Seemeilen bei 42 Knoten. Die Schiffe waren nur begrenzt hochseetauglich und in erster Linie für Operationen im Küstenvorfeld bestimmt. Ihre Waffen konnten nur bis zu einem Seegang der Stufe 5 effektiv eingesetzt werden.

### Bewaffnung

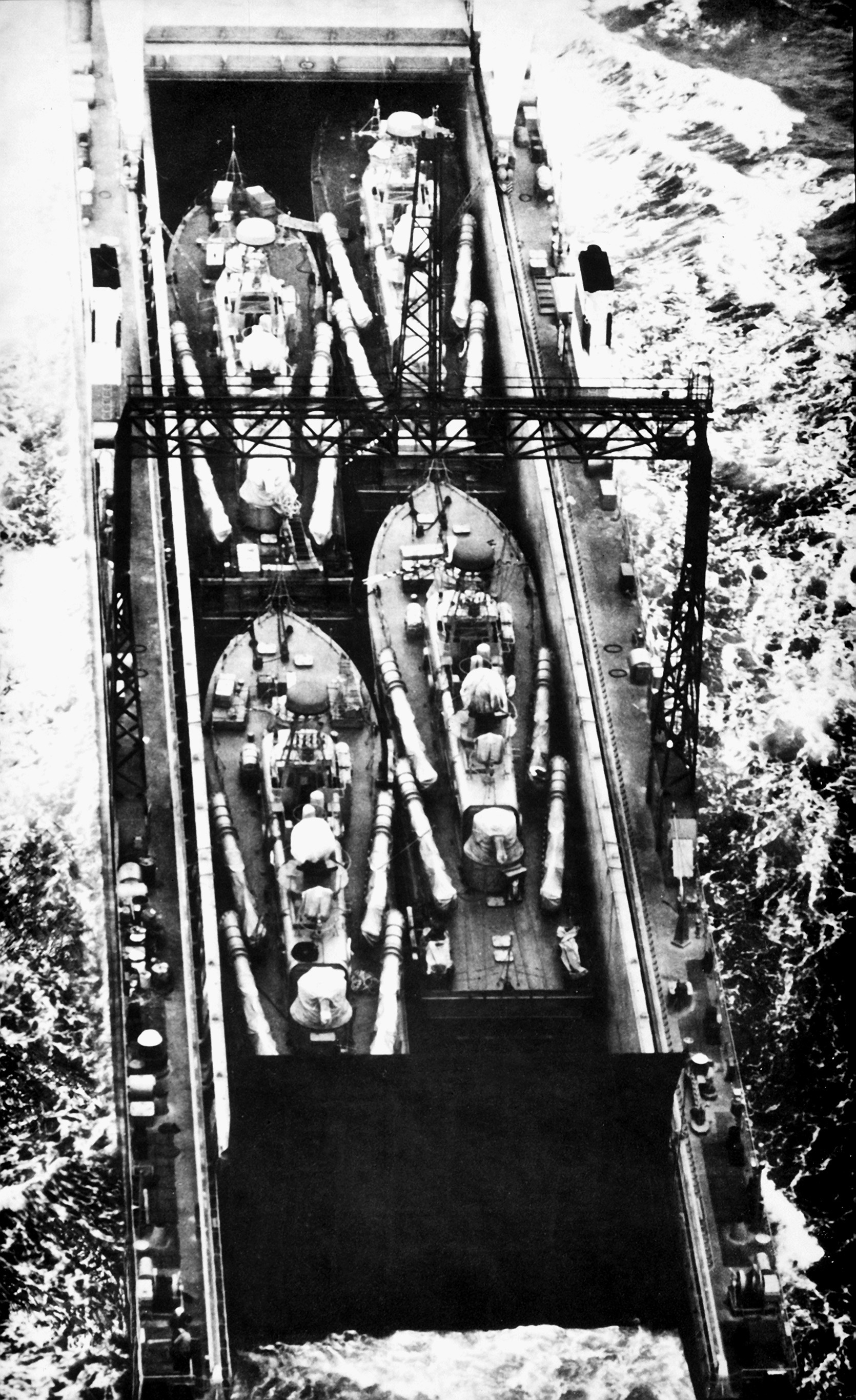
Vier Projekt-206-Boote auf einem sowjetischen Frachtschiff 1986.

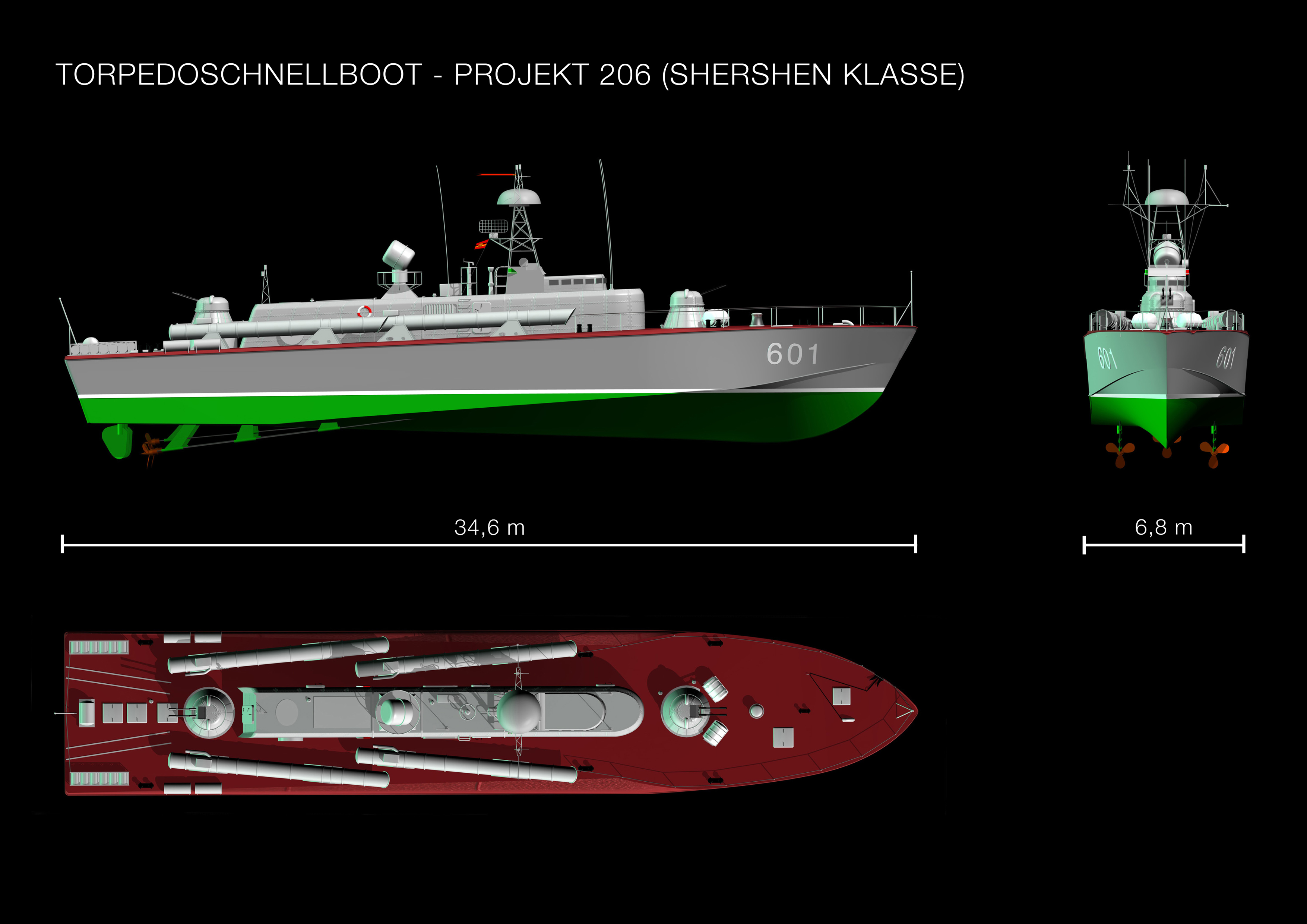
Zeichnung von Projekt 206. Die abgerundeten Kanten des Aufbaus und des Decks sind hier gut zu erkennen. Am Heck zwei kurze Schienen für den Einsatz von Seeminen.

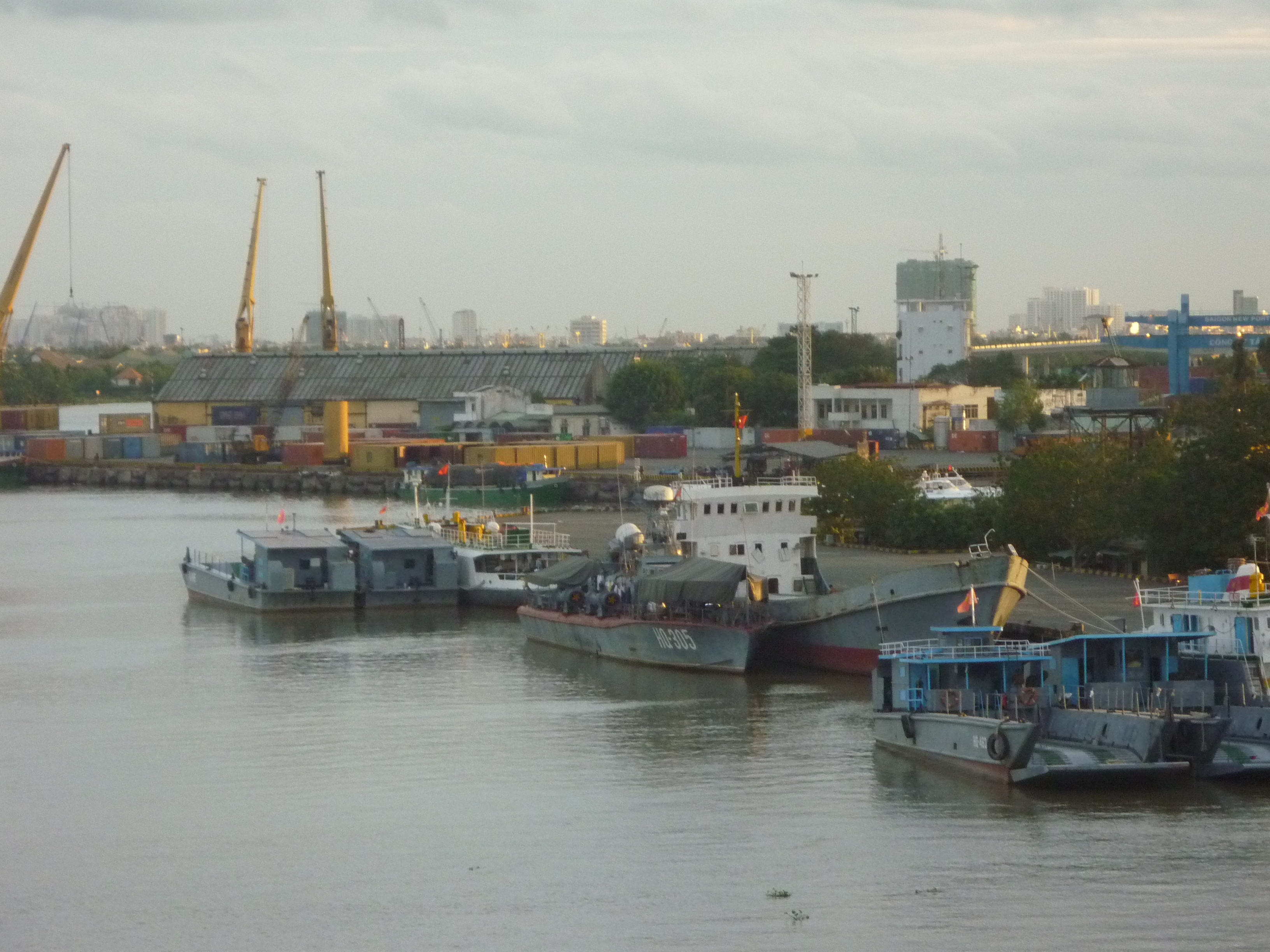
Projekt-206-Boot HQ-305 war im Oktober 1980 an Vietnam geliefert worden und zum Zeitpunkt dieser Aufnahme, im September 2009, noch immer im Dienst.

Die Primärbewaffnung bestand aus vier einzelnen 533-mm-Torpedorohren des Typs OTA-53-206. Die Rohre konnten nicht mit Bordmitteln nachgeladen werden, so dass nach dem Verschuss der vier Waffen eine Versorgungseinrichtung angelaufen werden musste. Die Rohre wurden an Deck, je zwei auf beiden Seiten des Aufbaus, mit Schussrichtung nach vorn installiert.
Zwei Türme mit je zwei achsparallel montierten 30-mm-Maschinenkanonen des Typs AK-230 wurden zur Nahbereichsverteidigung installiert. Einer wurde vor dem Aufbau auf die Back gesetzt, der andere stand auf einem Aufbau auf dem Achterschiff. Die Waffen hatten eine Kadenz von 500 Schuss/Minute und eine Reichweite von etwa fünf Kilometern.
Backbord und Steuerbord war ein Gerüst montiert zur Aufnahme von je 6 Wasserbomben. Projekt 206 verfügte allerdings über kein Sonar zur Suche nach U-Booten, so dass diese Wasserbomben nur in Zusammenarbeit mit entsprechend ausgerüsteten Einheiten gezielt eingesetzt werden konnten. Über zwei Schienen an Deck konnten die Boote auch acht sowjetische KMD-500- oder vier KMD-1000-Seeminen lagern und über das Heck absetzen.

### Elektronik
Projekt 206 war mit einem MR-102-Radar (NATO-Bezeichnung: „Pot Drum“) zur Suche nach Luft- und Oberflächenzielen ausgerüstet, das auf dem Mast installiert war. Es arbeitete im X-Band.
Zur Leitung des Waffenfeuers der beiden AK-230-Geschütztürme war das MR-104-„Rys“-Leitradar (NATO-Bezeichnung: „Drum Tilt“) installiert, dessen Sensor mittschiffs auf dem Dach des Aufbaus montiert war.
Zur Freund-Feind-Erkennung wurde ein von der NATO als „High Pole A“ bezeichnetes System mit einem Sensor am Mast installiert.

## Varianten

### Projekt 206M
Projekt 206M und seine Exportversion Projekt 206ME waren Tragflügelboote mit verstärkter Bewaffnung gegenüber Projekt 206. Projekt 206M verfügte zudem über ein Sonargerät und konnte so auch aktiv zur Suche nach U-Booten eingesetzt werden.

### Modernisierung
Eine Maßnahme zur Kampfwertsteigerung von Projekt 206 war die Montage einer Startvorrichtung für ursprünglich tragbare Flugabwehrraketen des Typs 9K32 Strela-2. Dazu wurde eine schwenkbare Halterung installiert, in der nebeneinander vier Strela-Startrohre eingespannt werden konnten. Die Waffen konnten gegen Flugzeuge und Hubschrauber in Entfernungen bis etwa 4.000 Meter vom Schiff eingesetzt werden.

### Umbauten
Die große Verbreitung der Boote des Projekts 206 führte dazu, dass sie, auch nachdem ihr ursprünglicher Hauptauftrag, der Torpedoangriff auf Überwasserschiffe, obsolet geworden war, umgerüstet und in anderer Funktion weiter genutzt wurden.
Besonders markant war dabei der Umbau zum Patrouillenboot mit Raketenartillerie: Die ägyptische Marine entfernte dazu die Torpedorohre und stattete einige ihrer Projekt-206-Boote mit zwei Sätzen zu je acht 122-mm-Werferrohren für ungelenkte BM-21-Raketen und andere mit einem Satz zu 24 240-mm-Werferrohren für BM-24 aus. Ähnliche Maßnahmen ergriff die Marine von Kap Verde und montierte zwei Sätze mit je 20 122-mm-Werferrohren auf ihre Boote.

## Schiffe des Projekts 206
Es wurden mehr als 80 Boote des Projekts 206 auf verschiedenen sowjetischen Werften gebaut. Zusätzlich erhielt Jugoslawien die Lizenz zum Bau von sechs weiteren Booten. Projekt 206 war mit einem Marktwert im Jahr 1966 von damals etwa einer Million US-Dollar vergleichsweise preiswert und fand eine entsprechend weite Verbreitung. 
Ägypten, sechs Boote
Angola, sechs Boote
Bulgarien, sechs Boote
Deutsche Demokratische Republik, achtzehn Boote
Guinea, drei Boote
Guinea-Bissau, zwei Boote
Jugoslawien, vierzehn Boote
Kap Verde, zwei Boote
Kongo, zwei Boote
Nordkorea, vier Boote
Vietnam, sechzehn Boote, teilweise mit dem älteren 25-mm-L/79-2M-3-System bewaffnet.

## Belege und Verweise

### Bemerkungen
1. ↑  So nach A.E. Taras: Torpedo – Los! Die Geschichte der kleinen Torpedoboote. Kapitel 6, während Apalkow auf S. 68 von Schiffe der Sowjetischen Marine. – Teil II „U-Jagd-Schiffe“ Abschnitt 2 „Kleine-Raketen-Schiffe und Boote“. 5.000 PS für den M-503-Motor angibt. Laut Dokumentation der Motorenserie auf propulsionplant.ru gab es jedoch keine M-503-Variante mit 5.000 PS, sondern der M-503A war mit knapp 4.000 PS die leistungsstärkste Version des Motors.